# Ministerio del Interior y Policía (República Dominicana)
El Ministerio del Interior y Policía de la República Dominicana (MIP) es una institución gubernamental que tiene como objetivo principal velar por el mantenimiento de la seguridad pública en todo el país y asesorar el régimen administrativo de las provincias y municipios. Además supervisa las actividades migratorias. 
Es uno de los cuatro Ministerios originales recogidos en la Constitución de 1844. Su sede central se encuentra en Santo Domingo, en el edificio de Oficinas Gubernamentales Juan Pablo Duarte, de la Av. México. Su actual representante es Faride Raful, desde el 16 de agosto de 2024.

## Historia
Con la finalidad que el Gobierno de la naciente República contase con el apoyo administrativo,  la Ley n.º 38 de 1844 crea el orden jerárquico ministerial con cuatro secretarías: de Justicia e Instrucción Pública, de Interior y Policía, de Hacienda y Comercio y de Guerra y Marina.
El actual Ministerio de Interior y Policía ha tenido a lo largo de su historia diferentes denominaciones de acuerdo a las funciones que se le han asignado. En el 1854 fue denomina como Secretaría de Estado de Interior, Policía y Agricultura. Para 1927, mediante Ley n.º 685 se le asigna el título de Secretaría de Estado de Interior y Policía, Guerra y Marina, denominación que será suprimida en 1938. Para 1959 fue denominada, mediante el decreto n.º 5137, como Secretaría de Estado de Interior y Comunicaciones. En ese mismo año cambia su denominación por el de Secretaría de Estado de Interior y Cultos, mediante el decreto n.º 5406.
En el 1961 recupera el nombre de Secretaría de Estado de Interior y Policía, luego de emitirse el decreto n.º 7312 por el cual la Policía Nacional pasaba a ser dependencia de la antigua Secretaría de Interior y Cultos.
La Ley n.º 575, de 1965, la denomina Secretaria de Estado de Interior ya que mediante Ley n.º 574 se sujetaba la Policía Nacional al Régimen Orgánico de las Fuerzas Armadas. Ese mismo año, a partir de la vigencia de la Ley n.º 22, que derogaba a su vez la Ley n.º 575, se pasa la Policía Nacional bajo la dependencia de la Secretaría de Estado de Interior, y esta vuelve a denominarse Secretaría de Estado de Interior y Policía. También para este año, el decreto n.º 1 pone bajo la dirección de esta Secretaría a la Dirección General de Migración.
En 2010, pasaría ser Ministerio de Interior y Policía con el decreto n.º 56-10 que modificaba la nomenclatura de las instituciones gubernamentales.

## Dependencias
Dentro de sus funciones están las de regular las políticas migratorias y dirigir el departamento policial. Para este fin, este Ministerio cuenta con las siguientes dependencias:
- Liga Municipal Dominicana
- Policía Nacional
- Dirección General de Migración
- Instituto Nacional de Migración

## Estructura
Además de las dependencias antes mencionadas, el MIP cuenta con viceministerios, al igual que demás Ministerios dominicanos. Estos son:
- Viceministerio de Control y Regulación de Armas y Municiones
- Viceministerio de Seguridad Preventiva en Gobiernos Provinciales
- Viceministerio de Seguridad Preventiva en los Sectores Vulnerables
- Viceministerio de Convivencia Ciudadana
- Viceministerio de Seguridad de Interior
- Viceministerio de Gestión Migratoria y Naturalización